# When the Bassline Drops
«When the Bassline Drops» (с англ. — «Когда партия баса падёт») — сингл британских исполнителей Крейга Дэвида и Big Narstie. Это был первый сингл Дэвида за шесть лет, он был выпущен 27 ноября 2015 года лейблами Insanity и Speakerbox Media в качестве ведущего сингла с его шестого студийного альбома Following My Intuition (2016). Песня была написана Дэвидом, Скоттом Уайлдом и Тайроном Линдо и достигла десятой позиции в UK Singles Chart.

## О песне
В этой песне Дэвид возвращается к своим корням UK Garage жанра и является его первым синглом, выпущенным после «All Alone Tonight (Stop, Look, Listen)» в мае 2010 года. Видеоклип «Ravers Edition» был выпущен 10 декабря. Премьера песни состоялась на шоу MistaJam на BBC Radio 1Xtra 7 ноября 2015 года.

## Строчки в хит-парадах
Песня вошла в число пятидесяти в UK Singles Chart 4 декабря 2015 года — на неделю, заканчивающуюся 10 декабря 2015 года — прежде чем подняться на десятое место девять недель спустя. Это дало Дэвиду его первый хит в десятке лучших после «Hot Stuff (Let’s Dance)» в 2007 году.

## Клип
Музыкальный клип, сопровождающий релиз «When the Bassline Drops», был впервые выпущен на YouTube 10 декабря 2015 года общей продолжительностью три минуты и пять секунд.

## Живое выступление
Дэвид и Big Narstie исполнили «When the Bassline Drops» на The Jonathan Ross Show 30 января 2016 года.

## Список композиций
| №  | Название                  | Длительность |
| -- | ------------------------- | ------------ |
| 1. | «When the Bassline Drops» | 3:05         |

## Хит-парады

### Еженедельные хит-парады
| Хит-парад (2015-16)                        | Высшая строчка |
| ------------------------------------------ | -------------- |
| Австралия (ARIA)                           | 74             |
| Бельгия/Фландрия (Ultratip Bubbling Under) | 23             |
| Ирландия (IRMA)                            | 61             |
| Шотландия (OCC Scotland)                   | 27             |
| Великобритания (OCC UK Singles)            | 10             |
| Великобритания (OCC UK Dance)              | 2              |

### Хит-парады конца года
| Хит-парад        | Строчка |
| ---------------- | ------- |
| UK Singles (OCC) | 70      |

## Сертификация
| Регион                                                                      | Сертификация | Продажи |
| --------------------------------------------------------------------------- | ------------ | ------- |
| Великобритания (BPI)                                                        | Платиновый   | 600 000 |
| Данные о продажах + прослушиваниях приведены только на основе сертификации. |              |         |

## История выхода
| Страна         | Дата           | Формат           | Лейбл               | Ref.  |
| -------------- | -------------- | ---------------- | ------------------- | ----- |
| Великобритания | 27 ноября 2015 | Digital download | Insanity Speakerbox | [ 1 ] |